# سيدي زهار
سيدي زهار بلدية بدائرة السواقي ولاية المدية الجزائرية
يوجد فيها ضريح سيدي زهار الأعظم